# 九宫道
九宫道是一个创立于山西省五台县的民间教派，它的名称及其教义则取自于九宫图。它起源于清朝时期的五台山。1950年代，中华人民共和国政府在镇压反革命运动上被当成反动会道门而被取缔。